# Идинов, Евгений Сергеевич
Евгений Сергеевич И́динов (20 июня 1995, Екатеринбург) — российский биатлонист, призёр чемпионата России. Мастер спорта России.

## Биография
В детстве занимался настольным теннисом, с 14 лет по примеру своего отца стал заниматься биатлоном. Воспитанник екатеринбургского УОР № 1. Первый тренер — Сергей Иванович Идинов (отец). Также тренировался под руководством С. А. Зольникова, Р. А. Зубрилова, Н. А. Клыкова, М. В. Кугаевского, А. А. Волкова. На взрослом уровне представляет Тюменскую область.

### Юниорская карьера
Побеждал на российских юношеских отборочных соревнованиях, в том числе среди более старших возрастов. В 2012 году, будучи 16-летним, участвовал в чемпионате мира среди 19-летних в Контиолахти, занял 32-е место в спринте и 28-е — в гонке преследования.
В 2015 году стал победителем первенства России среди юниоров в командной гонке.

### Взрослая карьера
На чемпионате России 2017 года становился бронзовым призёром в одиночной смешанной эстафете и гонке патрулей.
В 2017 году одержал две победы на российских отборочных соревнованиях к летнему чемпионату мира (в спринте и смешанной эстафете), однако в самом чемпионате участия не принимал.
Становился победителем этапа Кубка России в эстафете.